# 自由選擇
《自由選擇》（英語：Free to Choose）是米爾頓·弗里德曼和羅斯·弗里德曼著作的一本書籍，以及在公共電視上播出的一部十集電視片。于1980年1月出版。這本書宣傳了自由市場的思想。全書共297頁，包含了10個章節。于1980年1月出版。這本書在上市之後，有5個禮拜都排在美國暢銷書排行榜之列。這本書籍在世界其他國家也有發行。

## 外部連結
- Streaming of the original 1980 television series "Free to Choose" as well as an updated 1990 version. （页面存档备份，存于）
- Free To Choose Media page
- Streaming of the original 1980 television series "Free to Choose" in Spanish.